# Bob Jane
Pour les articles homonymes, voir Jane.
Robert Frederick Jane, dit Bob Jane, né le 18 décembre 1929 à Brunswick (Melbourne) et mort le 28 septembre 2018 à Melbourne, est un pilote automobile australien sur circuits, essentiellement à bord de voitures de tourisme et de voitures de sport type Grand Tourisme. 
Il fut aussi un homme d'affaires dans le secteur des assurances, et posséda Bob Jane T-Marts, une société de distribution de pneumatiques.

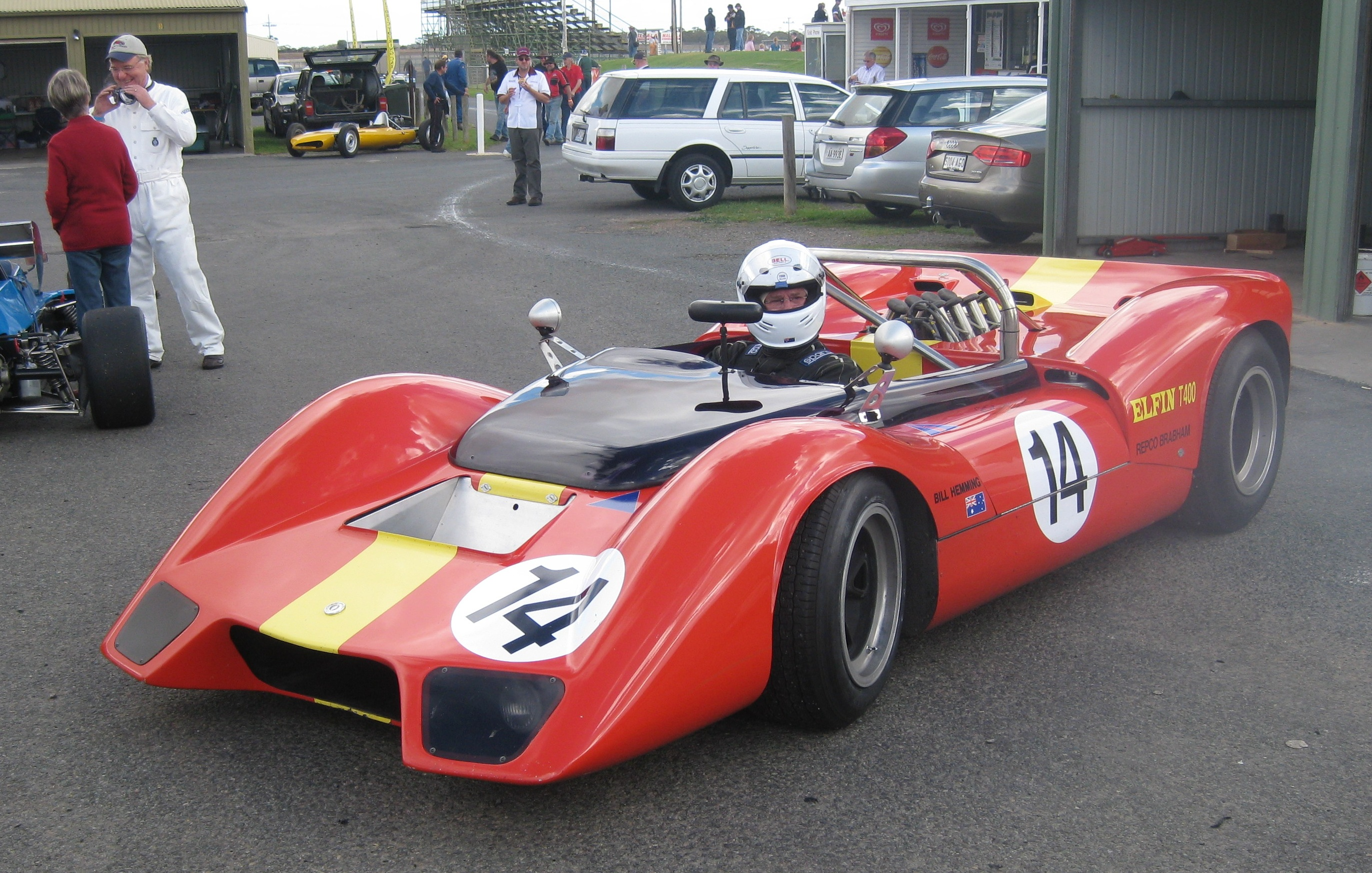
L'Elfin 400 Repco conduite par Bob Jane durant la seconde moitié des années 1960.

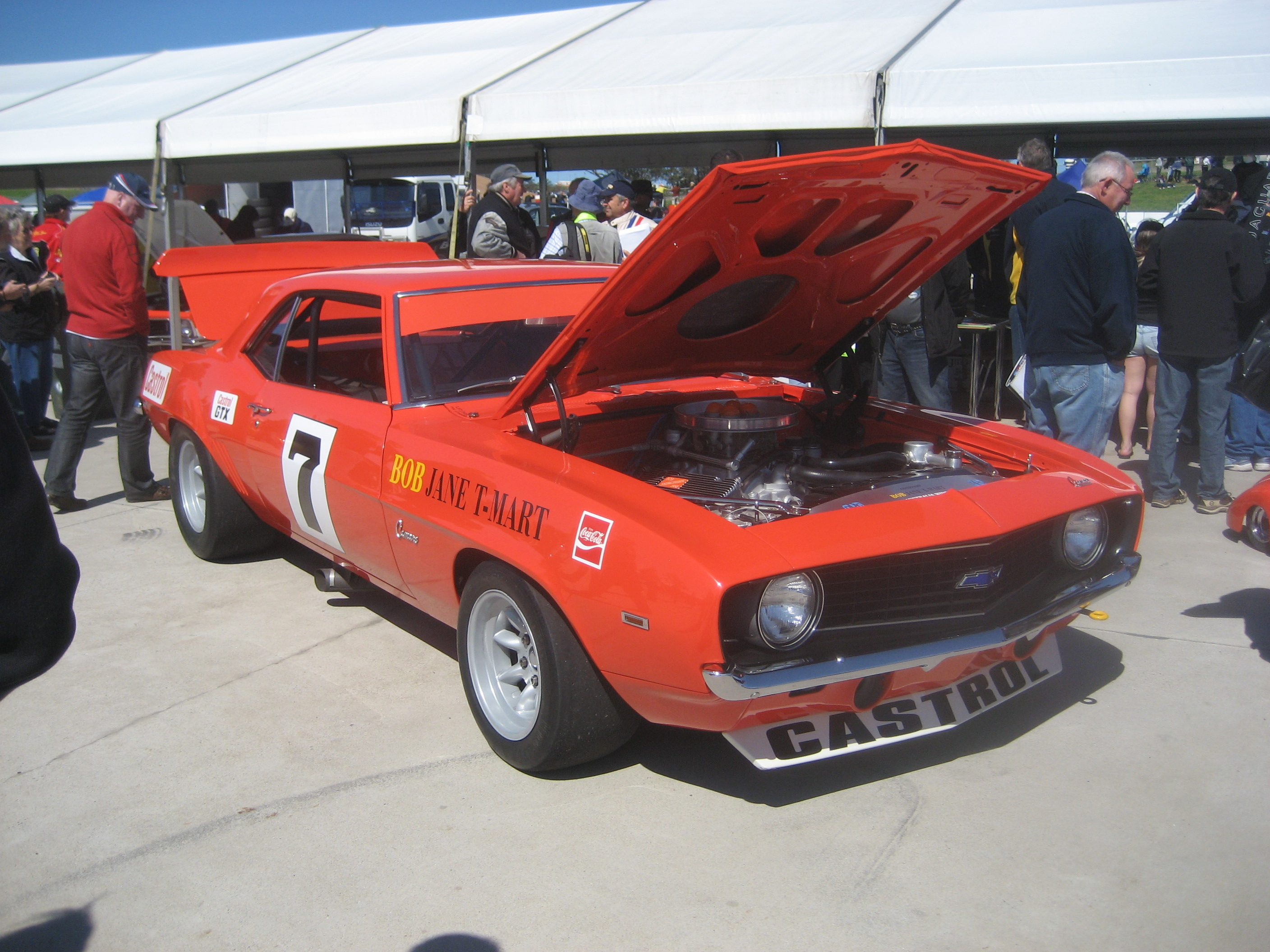
La Chevrolet Camaro ZL-1 de Bob Jane, victorieuse des championnats d'Australie tourisme 1971 et 1972.

## Biographie
Sa carrière en sport automobile s'étale entre 1959 (débuts sur Maserati 300S, qu'il garde jusqu'en 1962) et 1981.

## Palmarès

### Titres
- Champion d'Australie Tourisme (4): 1962, 1963, 1971 et 1972 (Jaguar Mark 2 (2), Chevrolet Camaro ZL-1 (2));
- Champion d'Autralie Grand Tourisme (en): 1963 (Jaguar E-Type);
- Champion d'Australie des voitures de production: 1974 et 1975, sur diverses Holden.

### Principales victoires
- Armstrong 500: 1961, 1962, 1963 (les trois fois avec Harry Firth (en)), et 1964 (deux dernières victoires sur Ford Cortina).

(Nota Bene : Bob Jane termine aussi deux fois deuxième de l'Australian Tourist Trophy (en), pour quatre podiums dans cette course.)

## Distinction
- V8 Supercar Hall of Fame (en): 2000 (deuxième promotion).